# Ed Lowe
Ed Lowe (Stamford, 24 de agosto de 2003) es un deportista británico que compite en ciclismo en la modalidad de pista. Participó en los Juegos Olímpicos de París 2024, obteniendo una medalla de plata en la prueba de velocidad por equipos (junto con Hamish Turnbull y Jack Carlin).

## Medallero internacional
| Juegos Olímpicos | Juegos Olímpicos | Juegos Olímpicos | Juegos Olímpicos      |
| Año              | Lugar            | Medalla          | Competición           |
| ---------------- | ---------------- | ---------------- | --------------------- |
| 2024             | París (Francia)  | Medalla de plata | Velocidad por equipos |